# Чаленџер 1
Чаленџер 1 је основни борбени тенк развијен у Уједињеном Краљевству. Развијен је јер је постојала потреба да се замени дотрајали Чифтен тенк који је био у употреби у британској војсци, као и у војскама широм света. Производио се у периоду између 1983. и 1990. године и направљено их је укупно 420.

## Карактеристике
Чаленџер има сличан унутрашњи распоред као Чифтен, што подразумева да се командант тенка и тобџија налазе десно, пуњач топа лево, а нишанџија испред у односу на куполу. Чаленџер је опремљен са пет бацача димних кутија, које се активирају уз помоћ електронских система. Основно оружје представља 120 милиметарски Л11А5 топ, за који се носи шездесет четири гранате. У додатно наоружање спадају коаксијални митраљез калибра 7.62 у један митраљез истог калиба који је монтиран на куполи.
За Чаленџера је развијен нови оклоп, назван Чобам. Направљен је од керамичких и металних композита, што је оклопу дало већу отпорност на све врсте граната.

## Корисници
- Велика Британија - замењен моделом Чаленџер 2
- Јордан - 392

## Слике
- thebrigade.thechive.com - Чаленџер